# Lamprocephalus montanus
Lamprocephalus montanus là một loài thực vật có hoa trong họ Cúc. Loài này được B.Nord. mô tả khoa học đầu tiên năm 1976.